# Christoph Trzaskalik
Christoph Trzaskalik (* 3. Januar 1943 in Gleiwitz; † 6. Dezember 2003 in Mainz) war ein deutscher Rechtswissenschaftler.

## Leben
Nach dem Abitur 1962 am Aloisiuskolleg in Bonn-Bad Godesberg studierte er an der Universität Bonn Rechtswissenschaft und Orientalistik. Er legte 1967 die erste juristische Staatsprüfung ab. Er war Referendar in Köln, Aachen und Würzburg. 1972 legte er die zweite juristische Staatsprüfung ab. Nach der Promotion in Würzburg 1972 und Habilitation ebenda 1977 wurde er Professor für Steuerrecht in Mainz.

## Schriften (Auswahl)
- Das Widerspruchsverfahren der Verwaltungsgerichtsordnung im Lichte der allgemeinen Prozessrechtslehre. Königstein im Taunus 1975, OCLC 720716961.
- Die Rechtsschutzzone der Feststellungsklage im Zivil- und Verwaltungsprozeß. Studien zur Fortentwicklung des Rechtsschutzverständnisses. Berlin 1978, ISBN 3-428-04167-4.
- Transparenzpflichten des öffentlich-rechtlichen Rundfunks. Die Rechtsstellung der deutschen Rundfunkanstalten im Lichte der EG-Richtlinie über die Transparanz der finanziellen Beziehungen zwischen den Mitgliedstaaten und den öffentlichen Unternehmen. Ein Rechtsgutachten. Berlin 2000, ISBN 3-89158-298-6.
- Inwieweit ist die Verfolgung ökonomischer, ökologischer und anderer öffentlicher Zwecke durch Instrumente des Abgabenrechts zu empfehlen? Gutachten E für den 63. Deutschen Juristentag. München 2000, ISBN 3-406-46669-9.